# Rangsan Iam-Wiroj
Rangsan Iam-Wiroj (thailändisch รังสรรค์ เอี่ยมวิโรจน์, * 13. Juli 1982 in Ang Thong) ist ein ehemaliger thailändischer Fußballspieler.

## Karriere
Rangsan Iam-Wiroj stand von 2002 bis Mitte 2007 beim Bangkok Bank FC unter Vertrag. Der Verein aus der thailändischen Hauptstadt Bangkok spielte in der ersten Liga des Landes, der Thai Premier League. Im Juli 2007 wechselte er zum Ligakonkurrenten BEC Tero Sasana FC. Singhtarua FC, ein Erstligist, der ebenfalls in Bangkok beheimatet ist, nahm ihn Anfang 2009 unter Vertrag. Nach der Hinserie 2010 unterschrieb er einen Vertrag bei Police United. Für Police absolvierte er mindestens 30 Erstligaspiele. Ende 2014 musste er mit Police in die zweite Liga absteigen. Nach dem Abstieg wechselte er Anfang 2015 zum Zweitligisten Air Force United.
Ende 2015 beendete er seine Karriere als Fußballspieler.